# Bagnols (Ródano)
Bagnols é uma comuna francesa na região administrativa de Auvérnia-Ródano-Alpes, no departamento do Ródano. Estende-se por uma área de 7.35 km². Em 2010 a comuna tinha 760 habitantes (densidade: 103,4 hab./km²).